# Papa Don't Take No Mess
«Papa Don't Take No Mess» es una canción interpretada por el músico estadounidense James Brown. Fue publicada el 28 de junio de 1974 como la canción de cierre de su trigésimo octavo álbum de estudio, Hell. Más tarde, la canción fue editada y publicada en agosto de 1974 como el segundo sencillo del álbum.

## Grabación
La canción fue grabada el 23 de agosto de 1973 en International Studios, en Augusta, Georgia. Los músicos de sesión incluían el baterista John Starks, el bajista Fred Thomas, los guitarristas Jimmy Nolen y Hearlon Martin, el trombonista Fred Wesley, el saxofonista alto Maceo Parker, el trompetista Isiah Oakley y el saxofonista tenor St. Clair Pinckney.

## Recepción de la crítica
Un escritor no especificado de la revista Cash Box escribió: “Con un rock constante como sólo James puede expresarlo, este disco es una potencia total de funk que se convertirá en una delicia disco”.

## Rendimiento comercial
En Estados Unidos, «Papa Don't Take No Mess» debutó en el puesto número 80 en la lista Hot Soul Singles durante la semana que terminó el 24 de agosto de 1974, donde se desempeñó como el tercer debut más alto de la edición. Después de escalar de manera constante la lista durante ocho semanas consecutivas, encabezó la lista el 12 de octubre de 1974, donde desplazó la canción de Stevie Wonder, «You Haven't Done Nothin'», del puesto más alto. «Papa Don't Take No Mess» salió de la lista Hot Soul Singles el 23 de noviembre en la posición número 33; en total, pasó catorce semanas consecutivas entre los rankings de la lista. Fue su tercer sencillo número uno consecutivo en 1974 en la lista Hot Soul Singles, después de que «The Payback (Part I)» y «My Thang» encabezaran la lista en abril y julio, respectivamente.

## Lista de canciones
Todas las canciones compuestas por James Brown, Fred Wesley y John Starks.
1. «Papa Don't Take No Mess (Part I)» – 4:30
2. «Papa Don't Take No Mess (Part II)» – 5:00

## Créditos y personal
Créditos adaptados desde las notas de álbum de Hell.
Músicos
- James Brown – voz principal, piano
- Isiah “Ike” Oakley – trompeta
- Fred Wesley – trombón
- Maceo Parker – saxofón alto
- St. Clair Pinckney – saxofón tenor
- Jimmy Nolen – guitarra
- Hearlon “Cheese” Martin – guitarra
- Fred Thomas – bajo eléctrico
- John “Jabo” Starks – batería

## Posicionamiento
| Gráfica (1974)                              | Pico de posición |
| ------------------------------------------- | ---------------- |
| Estados Unidos (Billboard Hot 100)          | 31               |
| Estados Unidos (Billboard Hot Soul Singles) | 1                |